# Comté de Kalawao
Le comté de Kalawao est un comté situé dans l'État d'Hawaï, aux États-Unis. Il est situé sur la côte nord de l'île de Molokai et occupe la péninsule de Kalaupapa (en), sur laquelle se situe l'ancienne léproserie de Kalaupapa et le phare de Kalaupapa.
Il est le plus petit comté des États-Unis, au niveau de la superficie et de la population. Selon le recensement de 2010, sa population est de 90 habitants, estimée, en 2017, à 88 habitants. Le comté ne possède pas de gouvernement propre, à l'exception du shérif qui est sélectionné parmi les habitants par le Département de santé de l'État d'Hawaï (Hawaii State Department of Health), qui administre Kalawao. Le comté de Kalawao est le seul du pays auquel l'accès est interdit sans permission du Département de santé de l'État.

## Démographie
Lors du recensement de 2010, le comté comptait une population de 90 habitants. En 2017, la population est estimée à 88 habitants.

Pyramide des âges du comté de Kalawao (2000).

| Groupe            | Comté de Kalawao | Hawaï | États-Unis |
| ----------------- | ---------------- | ----- | ---------- |
| Océaniens         | 48,9             | 10,0  | 0,2        |
| Blancs            | 26,7             | 24,7  | 72,4       |
| Métis             | 15,6             | 23,6  | 2,9        |
| Asiatiques        | 7,8              | 38,6  | 4,8        |
| Autres            | 1,1              | 3,2   | 19,7       |
| Total             | 100              | 100   | 100        |
|                   |                  |       |            |
| Latino-Américains | 1,1              | 8,9   | 16,7       |

Selon l'American Community Survey pour la période 2006-2010, 55 personnes âgées de plus de 5 ans déclarent parler l'anglais à la maison, neuf une langue polynésienne, quatre le japonais, trois le français et trois le coréen.
| 1900  | 1910 | 1920 | 1930 | 1940 | 1950 |
| ----- | ---- | ---- | ---- | ---- | ---- |
| 1 177 | 785  | 667  | 605  | 446  | 340  |

| 1960 | 1970 | 1980 | 1990 | 2000 | 2010 |
| ---- | ---- | ---- | ---- | ---- | ---- |
| 279  | 172  | 144  | 130  | 147  | 90   |